# 利塞阿爾梅迪奧
19°25′48″N 70°37′12″W / 19.43000°N 70.62000°W
利塞阿爾梅迪奧（西班牙語：Licey al Medio），是多明尼加共和國的城鎮，位於該國西北部，由聖地牙哥省負責管轄，面積32.02平方公里，主要經濟活動有畜牧業和金屬業，2012年人口69,321，人口密度每平方公里2,200人。